# ديفيد هلبرت
ديفيد هِلْبِرْت (بالألمانية: David Hilbert) ‏(23 يناير 1862 - 14 فبراير 1943) عالم رياضيات ألماني فذ، ولد فيما كان يعرف ببروسيا الشرقية سابقا وتوفي في مدينة غوتنغن الألمانية. يُعَد أحد أكبر رياضيي القرن التاسع عشر والقرن العشرين، وينسب إليه عدد من النظريات الأساسية. اكتشف هلبرت وطوّر مجموعة واسعة من الأفكار الأساسية في العديد من المجالات، بما في ذلك النظرية الثابتة، وحساب التباين، والجبر التبادلي، ونظرية الأعداد الجبرية، وأسس الهندسة، والنظرية الطيفية للمؤثرات، وتطبيقها على المعادلات التكاملية، والفيزياء الرياضية، وأسس الرياضيات (وخاصة نظرية الإثبات).
اعتمد هلبرت ودافع بحرارة عن نظرية مجموعة جورج كانتور و الأعداد الموغلة. مثال شهير على ريادته في الرياضيات هو عرضه لمجموعة من المسائل (سميت بمسائل هلبرت) التي وضعت مسار الكثير من الأبحاث الرياضية في القرن العشرين.
ساهم هلبرت وطلابه مساهمة كبيرة في ترسيخ الصرامة وتطوير أدوات مهمة تستخدم في الفيزياء الرياضية الحديثة. كما يُعرف بأنه أحد مؤسسي نظرية الإثبات و المنطق الرياضي، بالإضافة إلى كونه من بين الأوائل الذين يميزون بين الرياضيات وما وراء الرياضيات.

## النشأة
ولد هلبرت ، أول طفلين من أوتو وماريا تيريز (إيردتمان) هلبرت، في مقاطعة بروسيا، مملكة بروسيا، أو في كونيغسبرغ (وفقا لبيان هلبرت نفسه) أو في ويلاو (المعروف منذ عام 1946 باسم زنامينسك) بالقرب من كونيغسبرغ حيث عمل والده في وقت ولادته.
أبو ديفيد هلبرت هو أوتو هلبرت. كان قاضيا. أما أمه فهي ماريا تيريز إردتمان. تَحدّر والده من عائلة قانونية، بينما كانت عائلة والدته من التجار. كانت كلتا العائلتين بروتستانتية، وكان والده مخلصًا لإيمانه. كانت اهتمامات ماريا تريز هي التي شكلت اهتمامات الصبي الصغير - كانت عالمة رياضيات وعالم فلك هواة متحمسين.
في أواخر عام 1872، في سن العاشرة، بدأ هلبرت طالباً في مدرسة فريدريشسكولليغ جيمنازيوم (Friedrichskollegium)(كوليجيوم فريديريانيوم، المدرسة نفسها التي حضرها إيمانويل كانط قبل 140 سنة) وهي مدرسة ثانوية للأطفال الموهوبين أكاديمياً، حيث درس مدة سبع سنوات. انتقل إلى (أواخر 1879) وتخرج من (في وقت مبكر 1880) في مدرسة فيلهلم ذات التوجه العلمي. بعد التخرج، في خريف عام 1880، التحق هلبرت بجامعة كونيغسبرغ، «ألبرتينا». في وقت مبكر من عام 1882، عاد هيرمان مينكوفسكي (أصغر من هلبرت قبل عامين وأحد مواطني كونيجسبيرج، لكنه ذهب إلى برلين لثلاثة فصول دراسية)، وعاد إلى كونيجسبرج ودخل الجامعة. ويذكر أن هلبرت قد طور صداقة تدوم مدى الحياة مع مينكوفسكي.

## حياته المهنية
وصل أدولف هورتز إلى برلين في عام 1884، قادمًا من جامعة غوتنغن، وحدث تبادلٌ علمي مكثف ومثمر بين العلماء الثلاثة (هلبرت وهورتز ومينكوفسكي)، وكان مينكوفسكي وهلبرت على وجه الخصوص يمارسان تأثيرًا متبادلًا على بعضهما البعض في أوقات مختلفة من حياتهم المهنية. حصل هلبرت على الدكتوراه في عام 1885، وكانت أطروحته بعنوان (حول الخصائص الثابتة للأشكال الثنائية، خصوصًا الوظائف التوافقية الكروية).
بقي هلبرت في جامعة كونيغسبيرغ بصفة أستاذ خاص (كبير المحاضرين) من عام 1886 إلى عام 1895، وبفضل دعم فيليكس كلاين حصل في عام 1895 على منصب أستاذ الرياضيات في جامعة غوتنغن، وخلال السنوات التي عمل فيها كلاين وهلبرت في تلك الجامعة سويًا، أصبحت جامعة غوتنغن أهم مؤسسة في عالم الرياضيات في العالم، وبقي هلبرت هناك لبقية حياته.

### جامعة غوتنغن
كان من بين طلاب هلبرت: هيرمان ويل وبطل الشطرنج إيمانويل لاسكر وإرنست زرميلو وكارل غوستاف همبل، وكان جون فون نيومان مساعده، بالإضافة لذلك كان هلبرت في جامعة غوتنغن محاطًا بمجموعة من أهم علماء الرياضيات في القرن العشرين، ومن بين 69 شهادة دكتوراه أشرف عليها، أصبح العديد من طلاب جامعة غوتنغن علماء رياضيات مشهورين فيما بعد، من أهمهم (مع تاريخ الأطروحة): أوتو بلومنتال (1898)، فيليكس بيرنشتاين (1901)، هيرمان ويل (1908)، ريتشارد كورانت (1910)، إيريك هيك (1910)، هوغو شتاينهاوس (1911)، وويلهلم أكرمان (1925).

### سنواته اللاحقة
أصيب هلبرت بفقر الدم الخبيث في عام 1925، وهو مرض لم يكن من الممكن علاجه في ذلك الوقت، وأهم أعراضه الإرهاق والتعب. وصفه مساعده يوجين فيغنر بأنه يعاني من إرهاق شديد وأنه بدا كبيرًا في السن.
عاش هلبرت ليشاهد حملات التطهير النازي التي طالت العديد من أعضاء هيئة التدريس البارزين في جامعة غوتنغن في عام 1933، ومن بين الذين أجبروا على ترك الجامعة: هيرمان ويل (الذي تولى كرسي هلبرت عندما تقاعد في عام 1930)، وإيمي نويثر وإدموند لانداو، وبعد حوالي عام على هذه الحادثة حضر هلبرت مأدبة وجلس بجانب وزير التعليم النازي الجديد برنارد روست. سأل روست عما إذا كان معهد الرياضيات قد عانى كثيرًا بسبب رحيل اليهود، فأجاب هلبرت: (عانى؟ إنه لم يعد موجودًا).

## مساهماته في الرياضيات والفيزياء

### هلبرت يحل مشكلة جوردان
كان أول عمل هام لهلبرت حول الدورات الثابتة في عام 1888، وقبل عشرين عامًا من ذلك التاريخ وضع بول جوردان نظرية حول محدودية مولدات الأشكال الثنائية باستخدام نهج حسابي معقد، لكن نظريته فشلت في وضع حلول للمسائل التي تحتوي على أكثر من متغيرين بسبب الصعوبات الكبيرة في إجراء الحسابات، ولحل ما أصبح يُعرف بمشكلة جوردان أدرك هلبرت أنه من الضروري العمل بطريقة مختلفة تمامًا، واعتمد على استخدام قانون استبعاد الوسط في امتداد لانهائي.
أرسل هلبرت نتائج بحثه إلى مجلة الرياضيات الألمانية، لكن جوردان نفسه لم يُقدر الطبيعة الثورية لنظرية هلبرت ورفض المقال، وانتقد طريقة العرض لأنها لم تكن شاملة، وكان تعليقه على بحث هلبرت: هذه ليست رياضيات، هذا علم لاهوت، لكن كلاين أدرك أهمية العمل ونشره دون أي تعديلات، وبعد أن أرسل هلبرت مقالة ثانية يشرح فيها نظريته، قال كلاين: لا شك أن هذا أهم عمل في الجبر تنشره المجلة على الإطلاق.
على الرغم من النجاح الكبير الذي حققته نظرية هلبرت لكنها خلقت مشاكلاً وتساؤلات جديدة لم يكن يتوقعها هلبرت، لكنه مع ذلك رد على الانتقادات وناقش هذه المسائل في السنوات اللاحقة تدريجيًا.

### المسائل الثلاث والعشرون
مسائل هلبرت هي قائمة من 23 مسألة في الرياضيات مستعصية الحل حتى عام 1900. قام بنشرها عالم الرياضيات الألماني ديفيد هلبرت بطرحها في المؤتمر الدولي للرياضيات في باريس وقد قال هلبرت أن هذه المسائل ستحدد شكل الرياضيات في المئة سنة المقبلة، لأنه اختار مسائل ذات صلات وجذور بفروع متعددة في الرياضيات، بحيث أن السعي لحلها سوف يولد نظريات ونتائج جديدة.

### في نظرية الأعداد
نظم هلبرت فرع نظرية الأعداد الجبرية من خلال عمله تقرير حول الأعداد، والذي كتبع في عام 1897. إضف إلى ذلك، حل هلبرت مسألة مهمة تتعلق بنظرية الأعداد تسمى مسألة ويرينغ، كان قد طرحها العالم إدوارد ويرينغ في عام 1770.

## نظرية الأعداد
قام هلبرت بتوحيد حقل نظرية الأعداد الجبرية مع أطروحته التي كتبها عام 1897 زاهلبريخت (حرفياً «تقرير حول الأعداد»). كما قام بحل مشكلة كبيرة في نظرية الأعداد صاغها وارنج في عام 1770. وكما هو الحال مع نظرية التمام، استخدم دليلاً على الوجود يظهر أنه يجب أن تكون هناك حلول للمشكلة بدلاً من توفير آلية لإنتاج الإجابات. لم يكن لديه الكثير ليقوم بنشره حول الموضوع. ولكن ظهور أشكال هلبرت النموذجية في رسالة الطالب يعني أن اسمه مرتبط بشكل أكبر بمنطقة رئيسية.
قام بعمل سلسلة من التخمينات على نظرية المجال الطبقي. كانت المفاهيم ذات تأثير كبير، ويعود إسهامه الخاص في أسماء حقل هلبرت الطبقي ورمز هلبرت لنظرية المجال الطبقي المحلي. أثبتت النتائج في الغالب بحلول عام 1930، بعد العمل من قبل تيغي تاكاغي. لم يعمل هلبرت في المجالات المركزية لنظرية العدد التحليلي، لكن اسمه أصبح معروفًا بحدس هلبرت-بوليا، للأسباب السردية.

## وصلات خارجية
- ديفيد هلبرت على موقع الموسوعة البريطانية (الإنجليزية)
- ديفيد هلبرت على موقع إن إن دي بي (الإنجليزية)
- ديفيد هلبرت على الموقع الرسمي الأكاديمية الروسية للعلوم